# Ignacia Riesch
María Ygnacia Nazaria Riesch Mallén (Guadalajara, Jalisco, 28 de julio de 1819 – Zitácuaro, Michoacán, 15 de enero de 1866), conocida como Ignacia Riesch y apodada como La Barragana, fue una militar y guerrillera mexicana que participó en la segunda intervención francesa en México, partidaria de la libertad y la igualdad republicana. Fue hija de Joséf María Riesch Morales y Gregoria Mallén Arochi, así como tía y madrina del famoso fotógrafo del siglo XIX Octaviano de la Mora.
Se desempeñó como administradora y mayordoma (supervisión de siembras, cosechas, barbechos, agostaderos de ganado) de la Hacienda de Atequiza, en el Municipio de Ixtlahuacán de los Membrillos, cercano a Guadalajara y al lago de Chapala, Jalisco. Allí desarrolló sus habilidades corporales para montar caballo y soportar largas jornadas. Tanto su familia como parte de la sociedad de Guadalajara no aprobaban sus actitudes ni forma de vida.

## Trayectoria

### En las guerras de Reforma e Intervención Francesa
Al iniciar la Guerra de Reforma, Ignacia sirvió de agente de los republicanos. Más tarde, al iniciar la intervención francesa, en distintos espacios propuso la formación de un contingente femenino armado. Finalmente, en 1862, recibió apoyo de Pedro Ogazón, Refugio González, Ignacio de la Torre y Antonio Rojas para unirse a la campaña militar. Acudió con el presidente Benito Juárez, y éste la recomendó con Ignacio Zaragoza, quien la admitió en su cuerpo militar.
Riesch combatió en la Batalla de Cumbres de Acultzingo bajo las órdenes de José María Arteaga, el 28 de abril de 1862. En esa contienda cayó presa, y por eso no acudió a la Batalla de Puebla, pero sí colaboró en el Sitio de Puebla en mayo de 1863. Regresó a Guadalajara para reunir recursos y apoyar a los republicanos. Si bien dejó Jalisco antes de la ocupación francesa en 1864, nuevamente estuvo presa y fue enviada a la Martinica.
En 1864, Ignacia continuó colaborando con los republicanos: en agosto, en Cocula bajo el mando de José María Arteaga; en noviembre, en Pátzcuaro, Jiquilpan, Tacámbaro y Uruapan, al lado de Florentino Cuervo, Herrera y Cairo, Luis Ghilardi, Carlos Salazar y Nicolás Régules; y en diciembre, en Toluca con Nicolás Romero.
El 15 de enero de 1865, en Zitácuaro y tras un comentario despectivo por ser mujer y colaborar en la guerra que hizo un compañero de batalla, Ignacia Riesch se pegó un tiro de mosquete en el corazón y falleció.

## Opiniones encontradas
En vida, y después de su muerte, Ignacia Riesch recibió muchos insultos y opiniones contrarias por su decidida forma de ser. Este menosprecio se observa también en la variedad de formas con que podemos encontrar escrito su apellido (Riesch, Riechi, Riesh, Riech, Rieschi, Riesche, Riechy y Ruiz) así como en insistir en el uso del apodo La Barragana. 
Por otro lado, Ignacia y su acción extraordinaria de unirse a la guerra ha sido reconocida por Luisa Pérez de Chávez, quien lo hizo en mayo de 1862, y por el Congreso del Estado de Jalisco, el cual aprobó el 7 de diciembre del 2020 y publicó el 29 de diciembre del 2021 la iniciativa de inscribir con letras de oro su nombre en el Muro Central del Salón de Sesiones. Esta disposición aún no se ejecuta.